# Rudolf Julius Emanuel Clausius
Rudolf Julius Emanuel Clausius (n. 2 ianuarie 1822, Koszalin, Regatul Prusiei – d. 24 august 1888, Bonn, Imperiul German) a fost un fizician și matematician german care este considerat fondatorul termodinamicii.
Prin reformularea concluziilor lui Sadi Carnot cu privire la ciclul Carnot, Clausius a pus bazele teoriei căldurii, elaborate pe baze mecanice. Cea mai importantă lucrare a sa, publicată în 1850 în Annalen der Physik, descrie cum teoria cinetică a gazelor ar putea explica fenomenele termice, lucrare care a stat la baza enunțului celui de al doilea principiu al termodinamicii. În 1865 a introdus noțiunea de  entropie iar în 1870 teorema virialului.

## Operă științifică
Într-un articol științific din 1854 Clausius extinde enunțul privind suma căldurilor reduse, schimbate reversibil, într-un ciclu Carnot la un ciclu reversibil oarecare pentru care formulează proprietatea că integrala tuturor căldurilor reversibile reduse și infinitezimale este nulă, de aici rezultând diferențiala unei noi mărimi de stare.
Intr-un articol din 1865 atribuie numele entropie căldurii reversibile reduse definite anterior și stabilește egalitatea fundamentală care leagă principiul întâi de principiul al doilea.
Căldura reversibilă este o noțiune obținută prin idealizare și trecere la limită. Introducerea entropiei se bazează pe această noțiune idealizată și pe cea numită transformare termodinamică reversibilă.